# Айвалык
Айвалы́к (тур. Ayvalık, греч. Αϊβαλί), ранее также использовалось альтернативное греческое название Кидониес (греч. Κυδωνίαι) — приморский город на севере Эгейского побережья Турции, район ила Балыкесир. До греко-турецкого обмена населением в Айвалыке проживали, в основном, этнические греки. К концу XIX века, население составляло более 20 000 человек, менее 2-х процентов из которых были этническими турками.

## Название

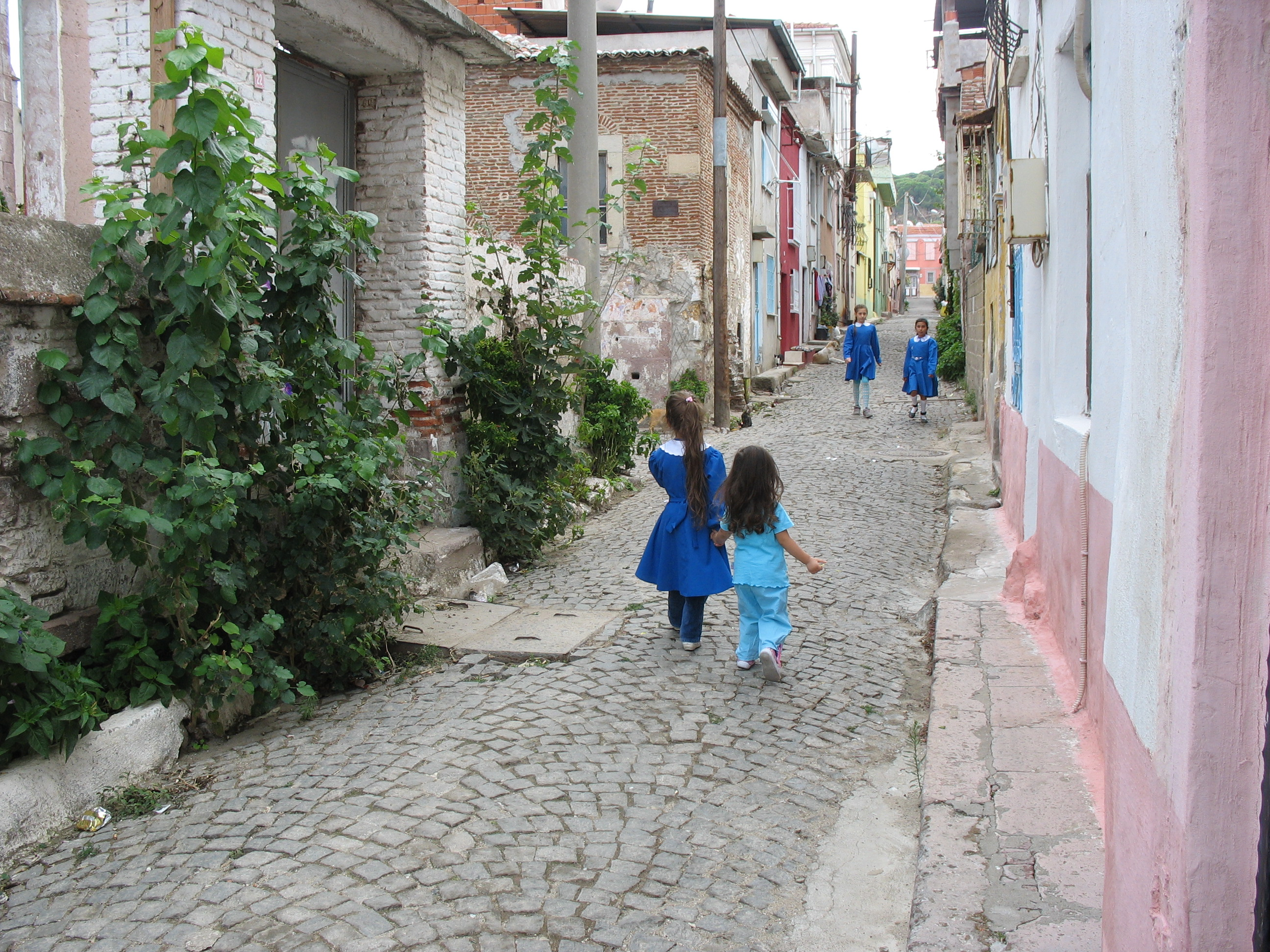
Городская улочка

Имя города и на турецком, и на греческом происходит от дерева айва, сады которой окружали город.

## История
Различные археологические находки в районе Айвалыка указывают на то, что Айвалык и его окрестности были населены ещё с доисторических времён. Регион населялся греками с глубокой древности и на всём протяжении византийского периода. Однако город Айвалык, каким он дошёл до наших времён, был основан во времена Османской империи.
Благосостоянию Кидониес способствовали его оливковые рощи и виноградники, оливковое масло и вино, производство соли и мыла. Расцвет города ведёт счёт с 1773 года, когда греческому населению была предоставлена автономия. Данными привилегиями, город признавался исключительно христианским, во главе которого стояли 3 греческих старейшины. Турецкую власть представляли всего 3 турка: воевода, судья и таможенник. К началу Греческой революции 1821 года, в городе проживало 30 тыс. человек, все греки.
Город не участвовал в революции, однако не избежал полного разрушения и резни, в ходе которой половина населения была вырезана или продана в рабство.
Жители стали возвращаться в разрушенный город с 1827 года и греки вновь отстроили свой город. В 1842 году население города достигло 18 тыс. и его рост продолжался. Производство оливкового масла и судоходство вернули благосостояние в город, а с ним гимназию, типографию, библиотеку.
Согласно некоторым данным, к 1891 году в Айвалыке проживало 21 666 человек. Из них, только 180 человек были этническими турками.
В 1912 году здесь проживали греки — 46 130 чел., турки — 89 чел.
С началом Первой мировой войны, начались гонения на христианское население и его депортацию вглубь Малой Азии. Так, между 1916 и 1918 годами всё греческое население Айвалыка в возрасте от 12 до 80 лет было сослано во внутреннюю Анатолию. Молодёжь города уходила на Лесбос и начала возвращаться после перемирия, 11 ноября 1918 года.
16 мая 1919 года город был занят греческими войсками, согласно мандату Антанты. Но в последующие годы союзники Греции, решив свои задачи, помогали новой кемалистской Турции (Италия и Франция) или, в лучшем случае, сохраняли нейтралитет (Великобритания). Эта, уже греко-турецкая, война обернулась для населения города новой трагедией. 29 августа 1922 года турки вошли в город. Часть населения спаслась на Лесбосе, другая погибла в лагерях в глубинке Малой Азии. Жертвой фанатизма стал и митрополит Григорий Кидонийский, отказавшийся покинуть город и сожжённый заживо турецкими солдатами.
После навязанного Греции кемалистами обмена населением, в городе поселились мусульмане с Лесбоса, Македонии, но в основном с острова Крит.
В 2007 году, впервые с 1922 года, на празднике Богоявления в воды было разрешено Освящение вод с набережной, в присутствии нескольких десятков престарелых коренных жителей и их потомков, приехавших из разных городов Греции.

## Известные уроженцы
- Писсас, Эвстратиос (греч. Ευστράτιος Πίσσας,? — 1885) — участник Греческой революции, один из первых офицеров регулярной греческой армии, впоследствии генерал Греческого королевства.
- Венезис, Илиас (Мелос) (греч. Ηλιας Βενεζης-Μελος, 1904—1973) — греческий писатель, родился в городе и провел здесь свои детские годы.
- Кондоглу, Фотис (греч. Φωτης Κοντογλου, 1896—1965) — греческий художник.
- Афинагорас Афинеллис (греч. Αθηναγόρας Αθηνέλλης, 1901-1959) — греческий офицер, деятель Греческого Сопротивления
- Марко Мишанья (* 1984), итальянский виртуозный альтист, является первым и единственным человеком, получившим почётное гражданство города Айвалык